# Chusang-Kloster
| Tibetische Bezeichnung                |
| ------------------------------------- |
| Wylie-Transliteration: chu bzang dgon |
| Chinesische Bezeichnung               |
| Vereinfacht: 却藏寺                   |
| Pinyin:Quezang Si                     |

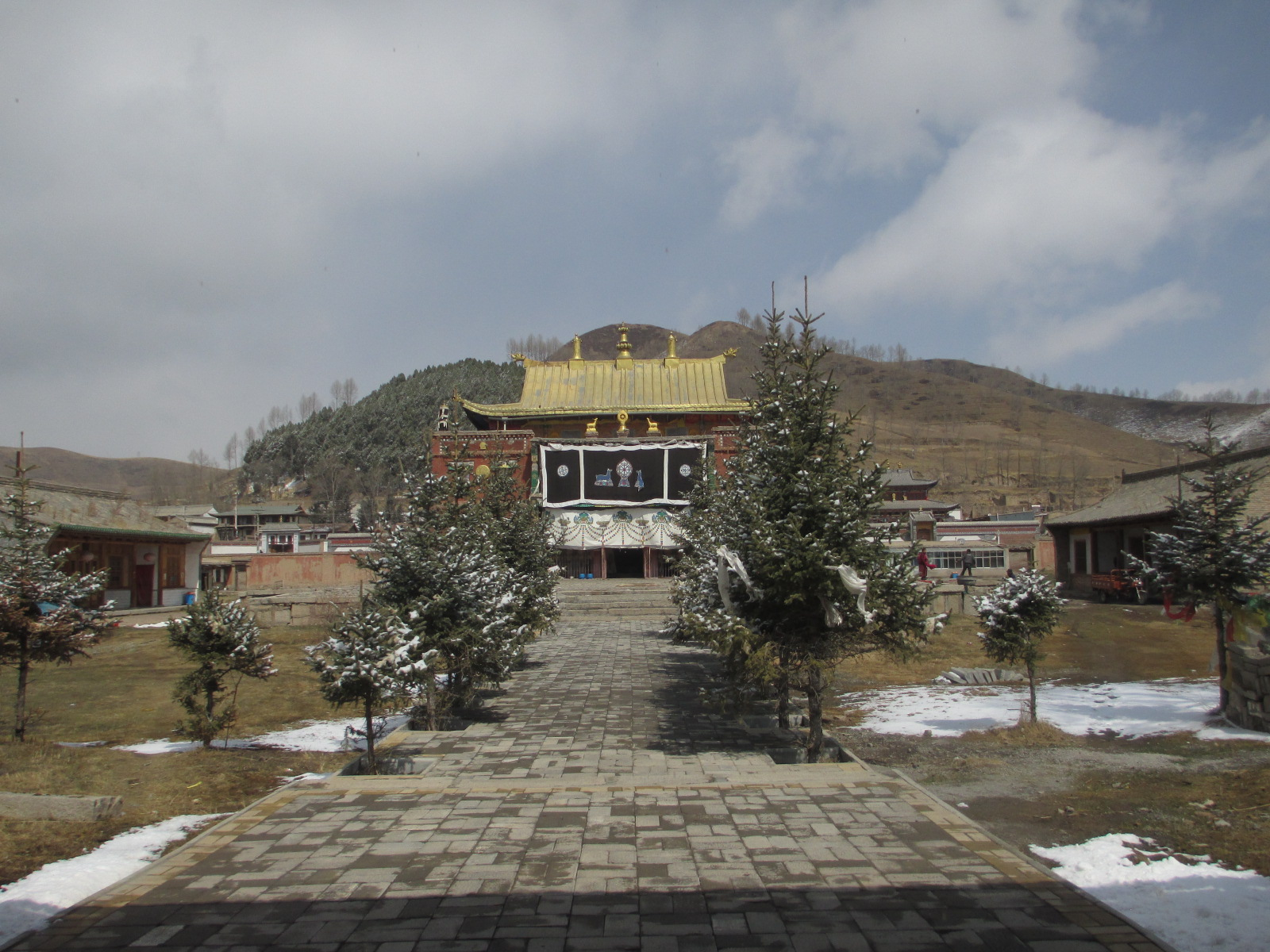
Chusang-Kloster

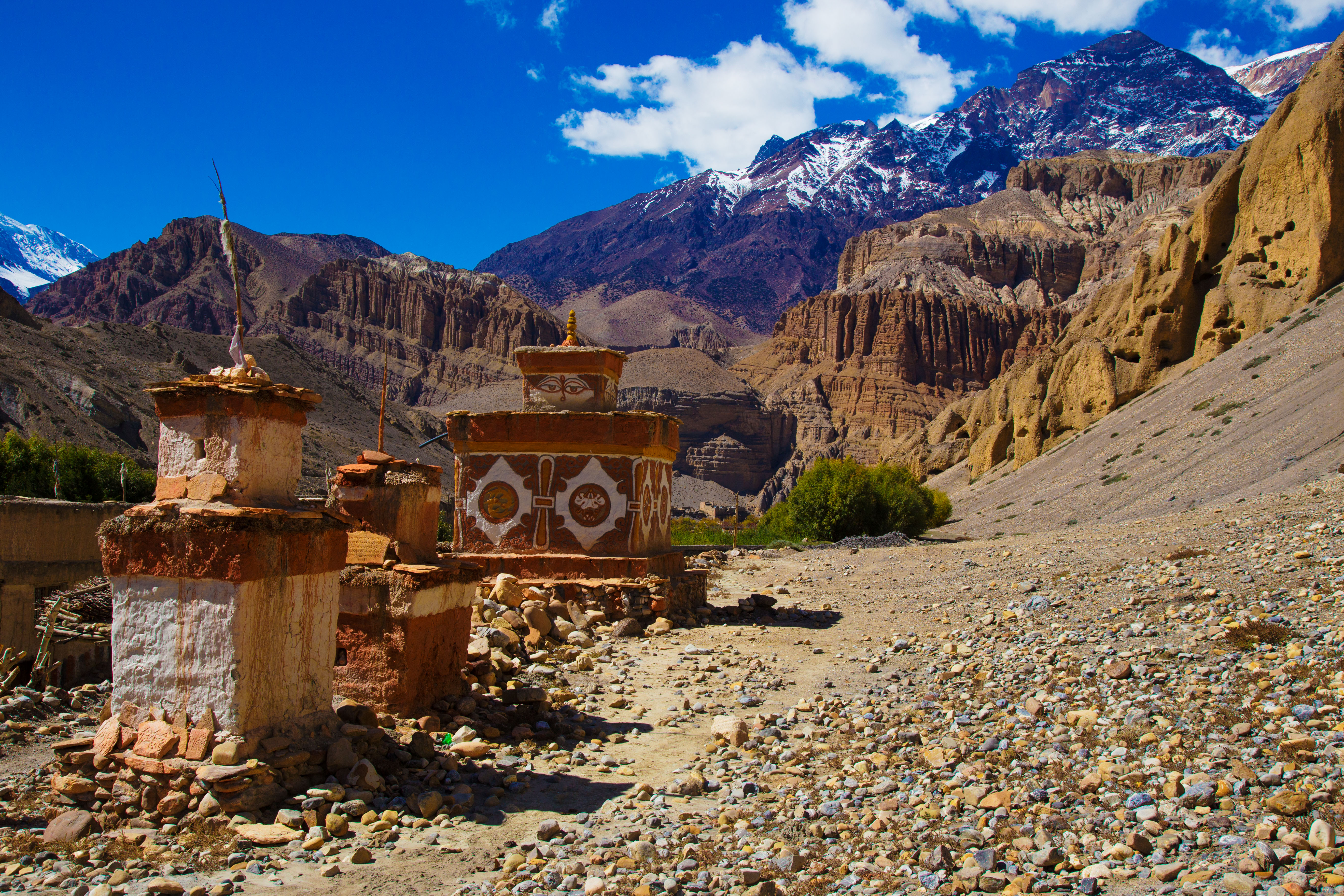
Chörten in der Nähe des Chusang-Klosters

Das Chusang-Kloster (tib. chu bzang dgon) ist ein Kloster der Gelug-Schulrichtung des tibetischen Buddhismus im Haidong-Distrikt der Provinz Qinghai, der der tibetischen Kulturregion Tsongkha zuzurechnen ist.  Es befindet sich im Autonomen Kreis Huzhu der Tu der Tu in der chinesischen Provinz Qinghai. Es wurde 1649 in der Zeit der Qing-Dynastie von Chusang Namgyel Peljor gegründet, der auch der erste 'Lebende Buddha' (huofo) der Chusang-Inkarnationslinie (chin. Quezang hutuketu 却藏呼图克图 oder Quezang huofo 却藏活佛) ist.
Im Jahr 1723 wurde es während der Qoshoten-Aufstands im Kokonor-Gebiets unter dem mongolischen Fürsten Lobsang Tendzin (tib. blo bzang bstan 'dzin) wie auch andere Klöster des Gebiets zerstört und später wiederaufgebaut.
Es steht seit 2006 auf der Liste der Denkmäler der Volksrepublik China (6-806).